# 樊敬
樊敬，字守一，山东郓城人，明朝政治人物。进士出身。

## 生平
洪武三十年（1397年），樊敬中式夏榜二甲第二十一名进士。授春坊司谏，改行人，历任鸿胪寺卿、右通政。督饷征讨安南等地，有功，特命抚真定，之后以行军司马职位镇守济宁。官至刑部左侍郎。

## 家族
曾孙樊继祖，为正德年间进士。